# اوژن کوردونیه
اوژن کوردونیه (فرانسوی: Eugène Cordonnier‎; ۱۶ نوامبر ۱۸۹۲ – ۳ ژانویهٔ ۱۹۶۷) ژیمناست هنری اهل فرانسه بود.